# Функциональные финансы
Функциональные финансы — экономическая теория, предложенная Аббой Лернером, основанная на принципах эффективного спроса и хартализма. В этой теории говорится, что правительство должно финансировать себя для достижения явных целей, таких как, укрощение[что?] делового цикла, достижение полной занятости, обеспечение роста и низкой инфляции.

### Принципы
Основные идеи, стоящие за функциональными финансами, могут быть обобщены следующим образом:
- Правительства должны вмешиваться в национальную и мировую экономику; эти экономики не являются саморегулируемыми.
- Основной экономической целью государства должно быть обеспечение процветающей экономики.
- Деньги — это творение государства; ими нужно управлять.
- Налогово-бюджетная политика должна быть направлена на развитие экономики, и бюджет должен управляться соответствующим образом, то есть «баланс доходов и расходов» не важен; важно процветание.
- Количество и темп государственных расходов должны быть установлены с учётом желаемого уровня активности, а налоги следует взимать для экономического воздействия, а не для увеличения доходов.
- Принципы «разумного финансирования» применяются к физическим лицам. Они имеют смысл для отдельных лиц, домашних хозяйств, предприятий и несуверенных правительств (таких как города и отдельные штаты США), но не относятся к правительствам суверенных государств, способных выпускать деньги.

### Правила фискальной политики
Лернер постулировал, что налогово-бюджетная политика правительства должна регулироваться тремя правилами:
1. Правительство должно поддерживать разумный уровень спроса в любое время. В случае слишком малых расходов и, следовательно, чрезмерной безработицы, правительство должно снизить налоги или увеличить свои собственные расходы. Если существует слишком много расходов, правительство должно предотвратить инфляцию, уменьшив свои собственные расходы или увеличив налоги.
2. Заимствуя деньги, когда правительство желает повысить процентную ставку, и, одалживая деньги или выплачивая долги, когда оно желает снизить процентную ставку, правительство должно поддерживать такую процентную ставку, которая стимулирует оптимальный объём инвестиций.
3. Если одно из первых двух правил противоречит принципам «разумного финансирования», или сбалансированности бюджета, или ограничения государственного долга, тем хуже для этих принципов. Правительственный печатный станок должен печататать любые деньги, которые могут понадобиться для выполнения правил 1 и 2.

### История использования
Идеи Лернера наиболее активно использовались в период после Второй мировой войны, когда они стали основой для большинства учебных пособий по кейнсианской экономической теории и основой экономической политики. Таким образом, когда кейнсианская политика оказалась под огнем в конце 60-х и начале 70-х годов, большинство людей атаковали идею функциональных финансов Лернера. В послевоенный период безработица в США достигла низкого уровня в 2,9 % в 1953 году во время войны в Корее, когда уровень инфляции в среднем составил 1,1 %.